# Нерчинлаг
Нерчинла́г (Не́рчинский исправи́тельно-трудово́й ла́герь) — подразделение, действовавшее в системе исправительно-трудовых учреждений СССР.

## История
Нерчинлаг был организован 19 марта 1941 года. Управление Нерчинлага размещалось в городе Нерчинске, Читинская область. В оперативном командовании оно подчинялось Главному управлению лагерей промышленного строительства (ГУЛПС). Основной задачей было строительство Нерчинского цементного завода.
Начальником Нерчинлага на 19 марта 1941 был И. Д. Чижов.
Максимальное единовременное количество заключенных могло достигать 636 человек (данные на 15.06.1941).
Нерчинлаг прекратил своё существование через несколько месяцев и был ликвидирован уже в конце июня 1941 года.

## Производство
Основным видом производственной деятельности заключенных были строительные работы на объектах Нерчинского цементного завода.